# بيلي بات رايت
بيلي بات رايت (بالإنجليزية: Billy Pat Wright)‏ هو سياسي أمريكي، ولد في 17 مارس 1937 في ريكتور في الولايات المتحدة. حزبياً، نشط في الحزب الجمهوري. وقد انتخب عضو مجلس نواب ولاية ميسوري.